# Amadeus II van Genève-Maurienne

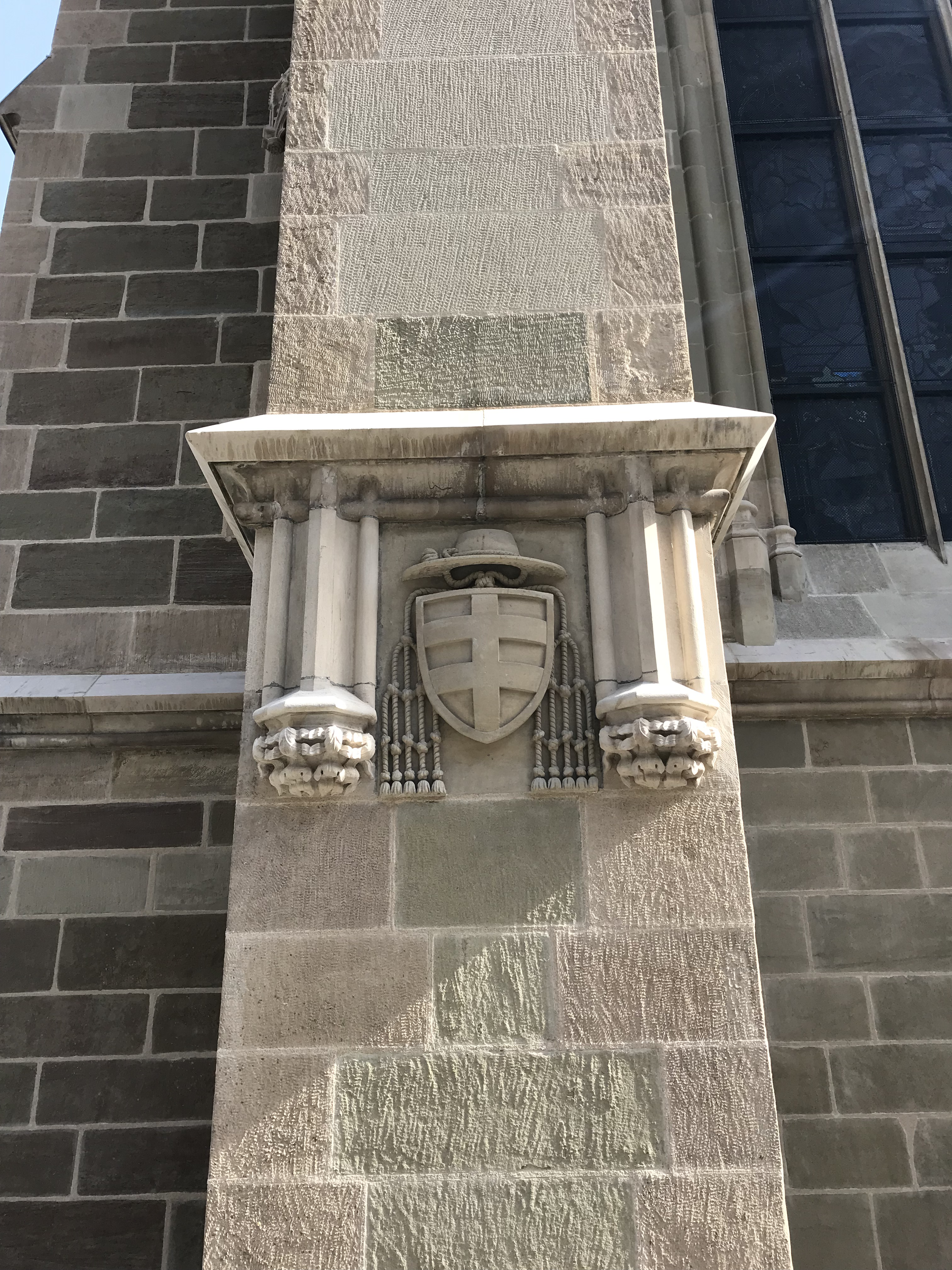
Kathedraal van Genève waar Amadeus kanunnik was.

Amadeus II van Genève-Maurienne (graafschap Genève eind 12e eeuw – Saint-Jean-de-Maurienne, 17 december 1220) was bisschop van Saint-Jean-de-Maurienne van 1213 tot zijn dood in 1220. Zowel het graafschap Genève als het bisdom Maurienne behoorden toen tot het Rooms-Duitse Rijk.

## Levensloop
Amadeus was een telg uit het grafelijk huis van Genève. Zijn ouders waren vermoedelijk Willem I graaf van Genève en diens tweede echtgenote, Beatrix van Faucigny. Amadeus ging voor een kerkelijke carrière. 
Amadeus was kanunnik in de Sint-Pieterskathedraal van Genève wanneer zijn broer, Willem II, regeerde als graaf van Genève. In deze periode was het jarenlang aanslepend conflict tussen de bisschoppen van Genève en de graven van Genève bijgelegd. De bisschop van Genève had het pleit gewonnen en regeerde over de stad. In 1220 werd Amadeus bisschop van Maurienne. Hij kocht voor zijn broer, Willem II, de vallei van Hauteluce nabij Albertville, van de aartsbisschop van Tarentaise. Amadeus stierf in 1220. De hele 13e eeuw werd hij herinnerd als de broer van Willem II.